# Marathon van Los Angeles 2012
De marathon van Los Angeles 2012 vond op 18 maart 2012 plaats in Los Angeles. Het was de 27e keer dat dit evenement werd gehouden. In totaal finishten 18.729 lopers de wedstrijd, waarvan 7.348 vrouwen.
Bij de mannen werd de wedstrijd, in tegenstelling tot de vorige editie, als vanouds gedomineerd door de Kenianen, van wie Simon Njoroge in 2:12.12 als eerste de finish passeerde. Bij de vrouwen was het evenwel opnieuw Ethiopië dat de scepter zwaaide, met ditmaal Fatuma Sado als winnares in 2:25.39.

## Wedstrijd
Mannen
| rang | naam                     | land | tijd    |
| ---- | ------------------------ | ---- | ------- |
| 1    | Simon Njoroge            | KEN  | 2:12.12 |
| 2    | Weldon Kirui             | KEN  | 2:13.40 |
| 3    | Stephen Muange           | KEN  | 2:15.35 |
| 4    | Hailu Seifu              | ETH  | 2:17.49 |
| 5    | David Mandago            | KEN  | 2:18.44 |
| 6    | Dereje Yadete            | ETH  | 2:19.16 |
| 7    | William Chaman           | GUA  | 2:27.11 |
| 8    | Jeffrey McCabe           | CAN  | 2:29.22 |
| 9    | Tlaloc Venancio-Mancilla | USA  | 2:30.55 |
| 10   | Justin Patananan         | USA  | 2:31.16 |

Vrouwen
| rang | naam               | land | tijd    |
| ---- | ------------------ | ---- | ------- |
| 1    | Fatuma Sado        | ETH  | 2:25.39 |
| 2    | Misiker Mekonnin   | ETH  | 2:28.09 |
| 3    | Yeshimebet Tadesse | ETH  | 2:30.46 |
| 4    | Iwona Lewandowska  | POL  | 2:31.17 |
| 5    | Tetyana Mezentseva | UKR  | 2:31.20 |
| 6    | Salomie Getnet     | ETH  | 2:41.50 |
| 7    | Sara Raschiatore   | USA  | 2:50.10 |
| 8    | Alanna Bernacchi   | USA  | 2:57.31 |
| 9    | Mayuko Oda         | JPN  | 2:59.14 |
| 10   | Petra Mullers      | GUA  | 2:58.50 |

1986 ·
1987 ·
1988 ·
1989 ·
1990 ·
1991 ·
1992 ·
1993 ·
1994 ·
1995 ·
1996 ·
1997 ·
1998 ·
1999 ·
2000 ·
2001 ·
2002 ·
2003 ·
2004 ·
2005 ·
2006 ·
2007 ·
2008 ·
2009 ·
2010 ·
2011 · 
2012 ·
2013 ·
2014 ·
2015 ·
2016 ·
2017